# Kimberley Dynamiters
Kimberley Dynamiters byl amatérský kanadský klub ledního hokeje, který sídlil v Kimberley v provincii Britská Kolumbie. Na mistrovství světa v ledním hokeji v roce 1937 ve Spojeném království reprezentoval kanadský výběr. Na tomto turnaji se kanadský tým umístil na prvním místě a získal tak zlaté medaile.

## Úspěchy
- Allanův pohár ( 1× )
  - 1936
- Mistrovství světa v ledním hokeji ( 1× )
  - 1937

## Soupiska medailistů z MS 1937
Brankář: Kenneth Campbell.

Obránci: William Burnett, Paul Kozak, Harry Robertson.

Útočníci: Ralph Redding, Frederick Botterill, George Goble, George Wilson, Thomas Almack, James Kemp, Douglas Keiver, Jack Forsay, Hugo Mackie, Eric Hornquist.

Trenér: John Achtzener.